# フェスティニオグ鉄道
フェスティニオグ鉄道（英語: Ffestiniog Railwayはイギリスのウェールズの保存鉄道。

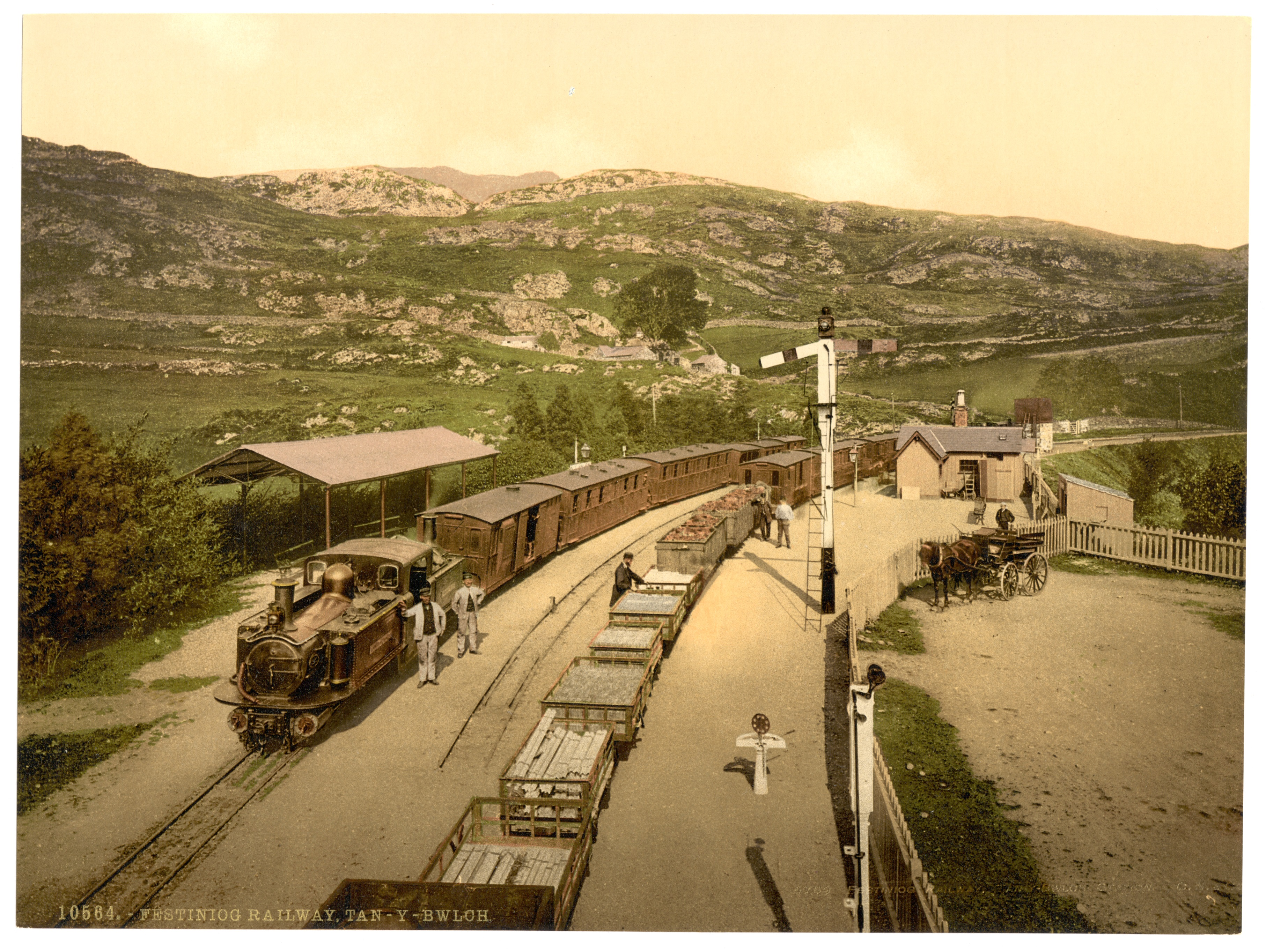
1900年頃の様子

## 歴史
1836年に粘板岩採石場からポースマドッグの船積みまで輸送するために重力式鉄道として建設され、空になった貨車を馬が引き戻していた。1863年までは馬車鉄道で運行され、後年に蒸気機関車が導入されたものの、粘板岩の需要減退に伴い、1946年に廃止された。1951年に保存会が発足して1955年にポースマドッグから1.6kmが再開通後、順次路線を延長して1982年に全線が再開通してさらに、2011年にはウェルシュ・ハイランド鉄道と接続された。

## 運行
保存協会のボランティアによって運行される。

## 文献
- 「都築雅人の煙情日記　〜21世紀を生きる蒸機たち〜 第29回 グレートブリテン及び北アイルランド連合王国」『とれいん』第428号、プレスアイゼンバーン、2010年8月号、70頁。